# 3839-es mellékút (Magyarország)
A 3839-es számú mellékút egy rövid, alig másfél kilométeres hosszúságú, négy számjegyű mellékút Szabolcs-Szatmár-Bereg vármegye északi részén; Fényeslitke, illetve a 4-es főút e települést elkerülő szakasza felől húzódik Döge községig.

## Nyomvonala
A 4-es főútból ágazik ki, annak a 323+400-as kilométerszelvénye közelében, néhány lépésre Fényeslitke belterületének délnyugati szélétől, nyugati irányban. Ugyanott csatlakozik a főúthoz kelet-északkeleti irányból a 41 144-es számú mellékút, mely a 4152-es út belterületi szakaszától húzódik idáig. Az első métereitől külterülek között halad, és valamivel több mint 400 méter megtételét követően átlép Döge határai közé. Nagyjából 1,3 kilométer után éri el Döge belterületének keleti szélét, és kicsivel ezután véget is ér, betorkollva a 3832-es útba, annak a 3+450-es kilométerszelvénye közelében.
Teljes hossza, az országos közutak térképes nyilvántartását szolgáló kira.kozut.hu adatbázisa szerint 1,507 kilométer.

## Története
2019 őszén teljes hosszában felújították az utat. A munkák során új kopóréteget és útburkolati jeleket készítettek. A hibás úttartozékokat lecserélték, a vízelvezetőket és -gyűjtőket kitisztították. A 4-es főút csomópontjában közvilágítás és pályaelválasztó sziget épült. A beruházás bruttó 139,3 millió forintba került.

## Települések az út mentén
- Fényeslitke
- Döge